# Chris Bauer
Mark Christopher «Chris» Bauer (Los Ángeles, California, 28 de octubre de 1966) es un actor estadounidense.

## Biografía
Chris Bauer nació en la ciudad Los Ángeles, California y recibió educación secundaria en el Miramonte High School en Orinda, California. Jugó en el equipo de fútbol del campeonato de Miramonte en el año 1984. Posteriormente estudió en la Universidad de San Diego y se graduó en la Yale School of Drama.

## Carrera

### Televisión
Chris Bauer ha aparecido en numerosas series de televisión, a menudo interpretando policías y oficiales de la ley. Actualmente sus papeles más conocidos son el del Sheriff Andy Bellefleur en la serie True Blood de HBO y el de Frank Sobotka en la serie The Wire. También apareció en 61* (2001), el debut de Billy Crystal como director, interpretando a Bob Cerv, un jugador de los Yankees de Nueva York. Otros de sus papeles para televisión han sido Fred Yokas, marido de la oficial Faith Yokas en la serie Third Watch; el agente Dodd en la serie Smith de la CBS; un sacerdote en Life on Mars de la ABC; y el detective Lou Destefano en la miniserie The Lost Room de Sci Fi Channel. Ha aparecido en The Deuce, serie de HBO del año 2017

#### Cine
Chris Bauer interpretó al maestro de escuela Lloyd Gettys en la película El abogado del diablo (1997) y apareció como el personaje enmascarado Machine en 8 mm (1999), protagonizada por Nicolas Cage. Interpretó al fotógrafo Irving Klaw en la película biográfica The Notorious Bettie Page (2005) y como el autor Ken Kesey en la película Neal Cassady (2007).